# Proasellus parvulus
Proasellus parvulus és una espècie de crustaci isòpode pertanyent a la família dels asèl·lids que es troba a Europa: és un endemisme d'Eslovènia. Viu a l'aigua dolça.